# Avogadrosches Gesetz

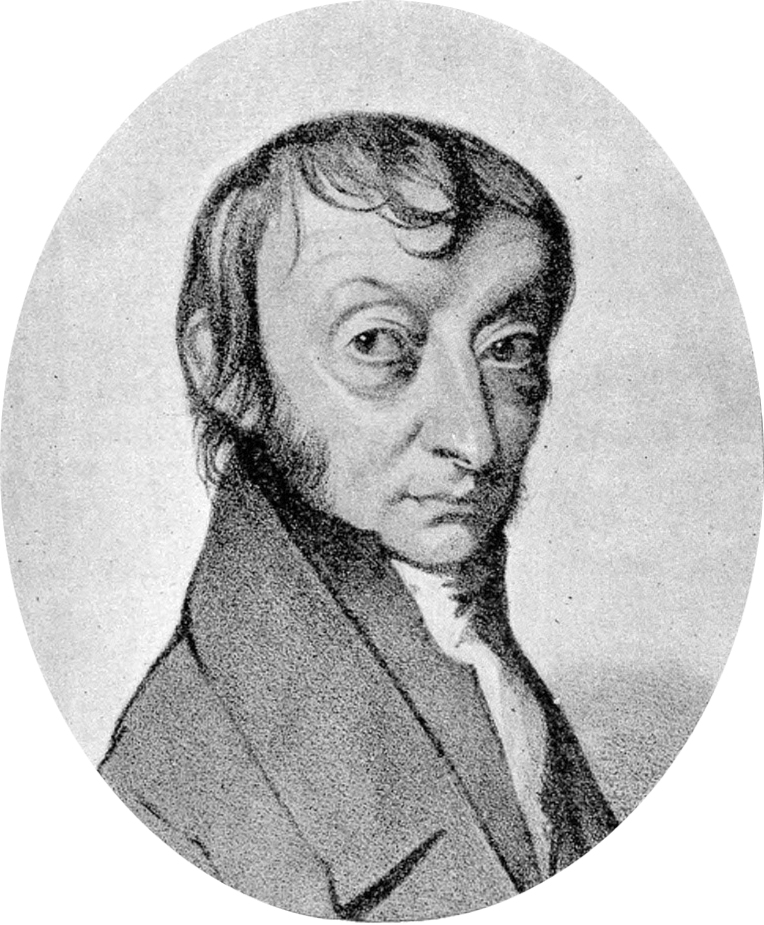
Amedeo Avogadro

Das Avogadrosche Gesetz, auch Gesetz von Avogadro, Avogadrosches Prinzip oder Satz von Avogadro, ist ein historisches, von Amedeo Avogadro 1811 aufgestelltes Gesetz, nach welchem alle Gase bei gleicher Temperatur und gleichem Druck in gleichen Volumina die gleiche Teilchenzahl (Atome bei Edelgasen und Metallen oder Moleküle bei mehratomigen Gasen) enthalten. Die mittlere Entfernung der Teilchen voneinander muss dabei im Verhältnis zur Reichweite ihrer Wechselwirkungen so groß sein, dass die Wechselwirkung vernachlässigbar ist. In diesem Fall spricht man von einem idealen Gas. Sind die Wechselwirkungen nicht vernachlässigbar, erhält man ein reales Gas.
Avogadro leitete dieses Gesetz aus den von Gay-Lussac gefundenen gesetzmäßigen Beziehungen über die Verbindungen gasförmiger Stoffe ab. Er unterschied Atome und Moleküle und hob auch hervor, dass beim Übergang der Elemente in den Gaszustand diese sich oft nur in Moleküle, welche noch aus mehreren einzelnen Atomen bestehen, nicht aber in Atome auflösen.

## Verschiedene Formulierungen
Gase bestehen aus Molekülen oder aus Atomen. Wenn Atome und Moleküle als „kleinste Teilchen“ zusammengefasst werden, gilt:
- „Gleiche Volumina aller Gase enthalten bei gleicher Temperatur und gleichem Druck gleich viele kleinste Teilchen.“

- „Die molare Gaskonstante hat für alle Gase denselben Wert.“

Aus den Gasgesetzen von Gay-Lussac und Boyle-Mariotte folgt für ein homogenes Gas, das heißt für eine Gassorte, für die Temperatur und Druck überall im Volumen gleich sind:
{\displaystyle {\frac {p_{1}\cdot V_{1}}{T_{1}\cdot n_{1}}}={\frac {p_{2}\cdot V_{2}}{T_{2}\cdot n_{2}}}={\text{konst.}}}
Der Satz von Avogadro besagt nun, dass diese Konstante für alle Gase denselben Wert annimmt, es ist die universelle oder allgemeine Gaskonstante R.
Das ist nicht selbstverständlich, denn es bedeutet:
- „Dieselbe Teilchenzahl zweier verschiedener Gase übt bei gleicher Temperatur und im gleichen Volumen eingeschlossen immer denselben Druck aus“

Dabei haben verschiedene Gase auch verschieden große molare Massen, das heißt, die Teilchen sind unterschiedlich schwer. Schwerere Teilchen bewegen sich bei gleicher Temperatur aber langsamer, ihre Geschwindigkeit ist also geringer. Daher erwartet man, dass die Zahl der Stöße pro Flächeneinheit auf eine Gefäßwand für schwerere Moleküle kleiner ist, jedoch auch, dass der bei einem Stoß übertragene Impuls dementsprechend größer wird. Dabei ist der durch die Stöße resultierende Druck gleich, das heißt die unterschiedlichen Einflüsse gleichen sich gerade aus.
Daraus folgt, dass die Gasgleichung
{\displaystyle p\cdot V=n\cdot R\cdot T}
für alle hinreichend verdünnten Gase gilt. Es ist eine allgemeine Gasgleichung, die insbesondere unabhängig von der Molekül- oder Molmasse gilt und damit stoffunabhängig ist.

## Anwendung
Aus dem Avogadroschen Gesetz folgt indirekt, dass die Dichte verschiedener Gase bei gleichem Druck und gleicher Temperatur zur molaren Masse proportional ist. Das gilt auch für Moleküle des gleichen Gases, die aus verschiedenen Isotopen der Elemente bestehen. Dieser Sachverhalt kommt bei der Urananreicherung zur Anwendung.
Eine weitere wichtige Anwendung des Gesetzes ist die Bestimmung von Molekül- oder molaren Massen (häufig nicht korrekt als „Molekulargewichte“ bezeichnet) durch Abwiegen eines bekannten Gasvolumens.

## Bedeutung

### Historische Bedeutung und neue Erkenntnisse
Durch genauere Wägungen war es am Ende des 18. Jahrhunderts möglich geworden, die Dichte von Gasen zu bestimmen. Mit der Entdeckung der Elektrolyse konnte das Wasser in zwei Gasarten umgewandelt werden: Sauerstoff und Wasserstoff.
Nach Lavoisier sind alle chemischen Stoffe aus den Elementarstoffen, den Elementen, aufgebaut. Die damals bekannten Metalle wie Silber, Kupfer, Blei, Zinn wurden von Lavoisier als Elemente eingeordnet. Diese Elemente konnten mit dem Gas der Luft – Oxygène – Verbindungen eingehen, wodurch zusammengesetzte Stoffe wie Bleioxid, Zinnoxid oder Kupferoxid entstanden.
Welche Stoffe waren nun Elemente und welche Stoffe waren zusammengesetzte Stoffe? Mit diesen Fragen beschäftigten sich Chemiker in der Folgezeit. Die Gase waren dabei der Schlüssel zur Bestimmung der Elemente.
Da sich Sauerstoff und Wasserstoff von Wasserdampf unterschieden, musste das Wasser, das bei einer Knallgasexplosion aus Sauerstoff und Wasserstoff entstand, ein zusammengesetzter Stoff sein.
Avogadro leitete dieses Gesetz aus den von Gay-Lussac gefundenen gesetzmäßigen Beziehungen über die Verbindungen gasförmiger Körper ab.
Avogadro stellte nun das Gesetz auf, dass in einem gleichen Volumen bei gleichem Druck und Temperatur gleich viele Gasteilchen vorhanden sind. Dabei verwendete er die Bezeichnungen molécules élémentaires (Atome) und molécules intégrantes (Moleküle). Auch für ein zusammengesetztes Gas galt das Gesetz. Avogadro nahm an, dass auch die Elemente zusammengesetzt sind. Jedes Molekül eines Elementes in der Gasphase sollte aus zwei Atomen des Elementes bestehen.
Drei Jahre nach Avogadros Veröffentlichung erschien eine Abhandlung von André-Marie Ampère. Damals gebrauchte Ampère für Moleküle den Begriff Partikel. Ampère hatte jedoch andere Ansichten zu den Partikeln, er nahm an, dass sie mindestens aus acht Atomen bestehen müssten. 1833 hat Marc Antoine Gaudin die Atomtheorie von Ampère korrigiert und nahm wie Avogadro zwei Atome für ein elementares Gas an. Für andere Stoffe wie Quecksilber postulierte er einatomige Partikel in der Gasphase, für Schwefel nahm er sechs Atome in der Gasphase an.
Da die Theorien zu den Molekülen in der Gasphase doch recht komplex waren, gerieten sie bald in Vergessenheit und die Mehrzahl der Chemiker um 1845 kannte die Ideen von Avogadro nicht.
Jean Baptiste Dumas nutzte die Dampfdichte, um die Atommassen einer Vielzahl von Stoffen zu bestimmen.
Charles Frédéric Gerhardt formulierte aus Dampfdichten Formeln für Chlorwasserstoff, Wasser, Ammoniak, Kohlenstoffdioxid. Er verglich die bestimmten Atommassen mit Atommassen von Berzelius und stellte dann Unterschiede fest.
Gerhardt bezog die Atommasse auf Wasserstoff, mit {\displaystyle H=1}. Berzelius verwendete als Bezugspunkt Sauerstoff, mit {\displaystyle O=100}.
Zur Begründung der Abweichungen bei den Atommassen nahm Gerhardt an, dass ein organisches Molekül in der Gasphase zwei Volumenteile benötigt.
Erst Stanislao Cannizzaro entdeckte wieder die Arbeit von Avogadro.
Wichtig war die Erkenntnis, dass sich bestimmte Gasmoleküle bei höherer Temperatur in die Elemente verwandeln können und somit Messungen verfälschen.
Durch Ermittlung der Dampfdichte von Diethylzink, das von Edward Frankland erstmals dargestellt worden ist, gelang die korrekte Deutung der Moleküle in der Gasphase.
Er folgerte, dass Wasserstoff im Gaszustand nicht als Atomgas, sondern als H2-Molekül vorliegen müsse. Auch andere Gase wie Sauerstoff und Stickstoff mussten in molekularer und nicht in atomarer Form vorliegen. Ferner folgerte er, dass die Atommassen der Metalle doppelt so hoch wie bisher angegeben sein mussten.
Durch die Erkenntnisse von Cannizzaro konnten in der Folgezeit die Molekularmassen vieler flüchtiger organischer Stoffe bestimmt werden, sodass sich die Strukturaufklärung von Stoffen deutlich verbesserte.
Avogadros Ansichten gelangten erst fast ein halbes Jahrhundert nach ihrer ersten Formulierung zur Geltung. Da die molaren Massen von grundlegender Bedeutung sind, gewann man durch dieses Gesetz ein sicheres Fundament für den weiteren Ausbau der Chemie.
Avogadros Gesetz war damit von großer Bedeutung, insbesondere für die Chemie im Allgemeinen. Es ist aber auch für die Physik bedeutend, vor allem für die kinetische Gastheorie, die von James Clerk Maxwell weiterentwickelt wurde.

### Heutige Bedeutung
Heutzutage werden Molmassen praktisch ausschließlich mit Hilfe des Massenspektrometers bestimmt, so dass das Gesetz heute nicht mehr für diesen Zweck genutzt wird. Es hat aber einen didaktischen Wert und ist in der thermischen Zustandsgleichung idealer Gase
{\displaystyle p\cdot V=n\cdot R_{m}\cdot T}
– wenn auch versteckt – enthalten (hier in Form der allgemeinen Gasgleichung).